# Maxmilián Josef Rakouský-Este

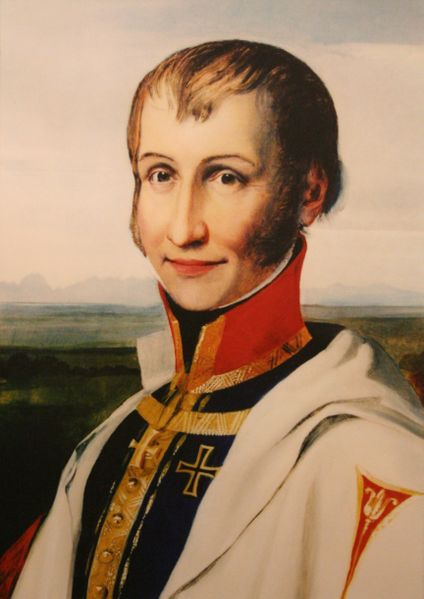
Maxmilián Josef Rakouský-Este.

Arcivévoda Maxmilián Josef Rakouský-Este (14. července 1782, Modena – 1. června 1863, zámek Ebenzweier v Altmünster am Traunsee) rakouský specialista na dělostřelectvo a opevnění a velmistr Řádu německých rytířů.

## Životopis

### Původ
Maxmilián byl třetí syn arcivévody Ferdinanda (zakladatele vedlejší habsbursko-lotrinské linie Rakouských d'Este) a Marie Beatrix, rozené z Este (1750–1829).

### Mládí a studium
V mládí žil v Monze, odkud jeho rodina v době první koaliční války musela utéci před Francouzi. Následovala Verona, Padova, Terst a konečně Vídeňské Nové Město.
Maxmilián v roce 1801 vstoupil do řádu německých rytířů a roku 1804 byl pasován na rytíře. Současně absolvoval tereziánskou vojenskou akademii ve vídeňském Novém Městě a roku 1805 byl jmenován generálmajorem.
Krátce po vstupu do řádu v roce 1801 zdědil Maxmilián Josef po svém strýci Maxmiliánu Františkovi značné jmění.

### Vojenská kariéra
V roce 1809 Maxmilián bojoval v Německu proti Francouzům. Po porážce u Řezna se vrátil do rakouské armády a měl za úkol vybudovat opevnění Lince, což se mu pro nedostatek času nezdařilo. Tato skutečnost ho přiměla později – zatím byl jmenován brigádním generálem dělostřelectva – zabývat se vhodným opevňovacím systémem důležitých strategických bodů v říši. Realizoval však pouze svůj plán v Linci, a to věž opevnění.
V roce 1830 koupil zámek Ebenzweier u Altmünsteru u Travenského jezera a nechal přistavět další dvě křídla zámku. V letech 1831 až 1839 vlastnil Maxmilián také dva domy v Linci, když dohlížel na budování věže opevnění.

## Pomoc řádům
V roce 1835 byl zvolen velmistrem řádu německých rytířů. V této funkci se zasloužil o rozvoj řádu. Podařilo se mu zvýšit počet noviců. Podporoval také jiné řády finančně nebo naturáliemi, jako jezuity, milosrdné sestry, redemptoristy a chudé sestry od svatého Františka. Vedle toho byl také příznivcem a sponzorem škol, starobinců a podporoval dělníky a řemeslníky, odkupoval zboží, aby nedocházelo k zastavení provozů.
Roku 1858 musel zažít převod vlastnictví lineckého opevnění. Přesto vypracoval projekt opevnění pro Vídeň. Realizována byla jen zkušební věž u Rothneusiedlu.
V roce 1863 onemocněl na vodnatelnost, na jejíž následky dne 1. června na zámku Ebenzweier zemřel. Byl pochován na hřbitově v Altmünsteru.

## Publikace o opevňování
- Maximilian-Josef von Österreich-Este: Versuch eines Kriegssystems des österreichischen Kaiserstaates. 1855.

## Vývod z předků
|                                 |                                             |  |                |                                          |  |  |  |  |  |  |  | Karel V. Lotrinský |
|                                 |                                             |  |                |                                          |  |  |  |  |  |  |  |                    |
|                                 | Leopold Josef Lotrinský                     |  |                |                                          |  |  |  |  |  |  |  |                    |
|                                 |                                             |  |                |                                          |  |  |  |  |  |  |  |                    |
|                                 |                                             |  |                | Eleonora Marie Josefa Habsburská         |  |  |  |  |  |  |  |                    |
|                                 |                                             |  |                |                                          |  |  |  |  |  |  |  |                    |
|                                 | František I. Štěpán Lotrinský               |  |                |                                          |  |  |  |  |  |  |  |                    |
|                                 |                                             |  |                |                                          |  |  |  |  |  |  |  |                    |
|                                 |                                             |  |                | Filip I. Orleánský                       |  |  |  |  |  |  |  |                    |
|                                 |                                             |  |                |                                          |  |  |  |  |  |  |  |                    |
|                                 | Alžběta Charlotta Orléanská                 |  |                |                                          |  |  |  |  |  |  |  |                    |
|                                 |                                             |  |                |                                          |  |  |  |  |  |  |  |                    |
|                                 |                                             |  |                | Alžběta Šarlota Falcká                   |  |  |  |  |  |  |  |                    |
|                                 |                                             |  |                |                                          |  |  |  |  |  |  |  |                    |
|                                 | Ferdinand Karel Habsbursko-Lotrinský        |  |                |                                          |  |  |  |  |  |  |  |                    |
|                                 |                                             |  |                |                                          |  |  |  |  |  |  |  |                    |
|                                 |                                             |  |                | Leopold I.                               |  |  |  |  |  |  |  |                    |
|                                 |                                             |  |                |                                          |  |  |  |  |  |  |  |                    |
|                                 | Karel VI.                                   |  |                |                                          |  |  |  |  |  |  |  |                    |
|                                 |                                             |  |                |                                          |  |  |  |  |  |  |  |                    |
|                                 |                                             |  |                | Eleonora Magdalena Falcko-Neuburská      |  |  |  |  |  |  |  |                    |
|                                 |                                             |  |                |                                          |  |  |  |  |  |  |  |                    |
|                                 | Marie Terezie                               |  |                |                                          |  |  |  |  |  |  |  |                    |
|                                 |                                             |  |                |                                          |  |  |  |  |  |  |  |                    |
|                                 |                                             |  |                | Ludvík Rudolf Brunšvicko-Wolfenbüttelský |  |  |  |  |  |  |  |                    |
|                                 |                                             |  |                |                                          |  |  |  |  |  |  |  |                    |
|                                 | Alžběta Kristýna Brunšvicko-Wolfenbüttelská |  |                |                                          |  |  |  |  |  |  |  |                    |
|                                 |                                             |  |                |                                          |  |  |  |  |  |  |  |                    |
|                                 |                                             |  |                | Kristýna Luisa Öttingenská               |  |  |  |  |  |  |  |                    |
|                                 |                                             |  |                |                                          |  |  |  |  |  |  |  |                    |
| 'Maxmilián Josef Rakouský-Este' |                                             |  |                |                                          |  |  |  |  |  |  |  |                    |
|                                 |                                             |  |                |                                          |  |  |  |  |  |  |  |                    |
|                                 |                                             |  | Rinaldo d'Este |                                          |  |  |  |  |  |  |  |                    |
|                                 |                                             |  |                |                                          |  |  |  |  |  |  |  |                    |
|                                 | František III. d'Este                       |  |                |                                          |  |  |  |  |  |  |  |                    |
|                                 |                                             |  |                |                                          |  |  |  |  |  |  |  |                    |
|                                 |                                             |  |                | Šarlota Brunšvicko-Lüneburská            |  |  |  |  |  |  |  |                    |
|                                 |                                             |  |                |                                          |  |  |  |  |  |  |  |                    |
|                                 | Ercole III. d'Este                          |  |                |                                          |  |  |  |  |  |  |  |                    |
|                                 |                                             |  |                |                                          |  |  |  |  |  |  |  |                    |
|                                 |                                             |  |                | Filip II. Orléanský                      |  |  |  |  |  |  |  |                    |
|                                 |                                             |  |                |                                          |  |  |  |  |  |  |  |                    |
|                                 | Šarlota Aglaé Orléanská                     |  |                |                                          |  |  |  |  |  |  |  |                    |
|                                 |                                             |  |                |                                          |  |  |  |  |  |  |  |                    |
|                                 |                                             |  |                | Františka Marie Bourbonská               |  |  |  |  |  |  |  |                    |
|                                 |                                             |  |                |                                          |  |  |  |  |  |  |  |                    |
|                                 | Marie Beatrice Ricciarda d'Este             |  |                |                                          |  |  |  |  |  |  |  |                    |
|                                 |                                             |  |                |                                          |  |  |  |  |  |  |  |                    |
|                                 |                                             |  |                | Carlo II. Cibo-Malaspina                 |  |  |  |  |  |  |  |                    |
|                                 |                                             |  |                |                                          |  |  |  |  |  |  |  |                    |
|                                 | Alderano I. Cybo-Malaspina                  |  |                |                                          |  |  |  |  |  |  |  |                    |
|                                 |                                             |  |                |                                          |  |  |  |  |  |  |  |                    |
|                                 |                                             |  |                | Teresa Pamfili                           |  |  |  |  |  |  |  |                    |
|                                 |                                             |  |                |                                          |  |  |  |  |  |  |  |                    |
|                                 | Marie Tereza Cybo-Malaspina                 |  |                |                                          |  |  |  |  |  |  |  |                    |
|                                 |                                             |  |                |                                          |  |  |  |  |  |  |  |                    |
|                                 |                                             |  |                | Camillo III. Gonzaga                     |  |  |  |  |  |  |  |                    |
|                                 |                                             |  |                |                                          |  |  |  |  |  |  |  |                    |
|                                 | Richarda Gonzagová                          |  |                |                                          |  |  |  |  |  |  |  |                    |
|                                 |                                             |  |                |                                          |  |  |  |  |  |  |  |                    |
|                                 |                                             |  |                | Matylda d'Este                           |  |  |  |  |  |  |  |                    |
|                                 |                                             |  |                |                                          |  |  |  |  |  |  |  |                    |